# نثار ناسك
نثار ناسك (15 فبراير 1943م - 3 يوليو 2019م) كان شاعرا باكستانيا. عاش في روالبندي. كان له الفضل في كتابة «قلبي قلبي يا باكستان» (بالأردية: دل دل پاكستان)، وهي أغنية وطنية كتبها وايتل ساينز. منحه التلفزيون الباكستاني جائزة الإنجاز مدى الحياة لمساهمته في الأدب الأردية. وله كتب باللغة الأردية والبنجابية. منها كتابان: «چھوٹی سمت کا مسافر» و«دل دل پاکستان». توفي في روالبندي في 3 يوليو 2019.